# Ingvild Richardsen

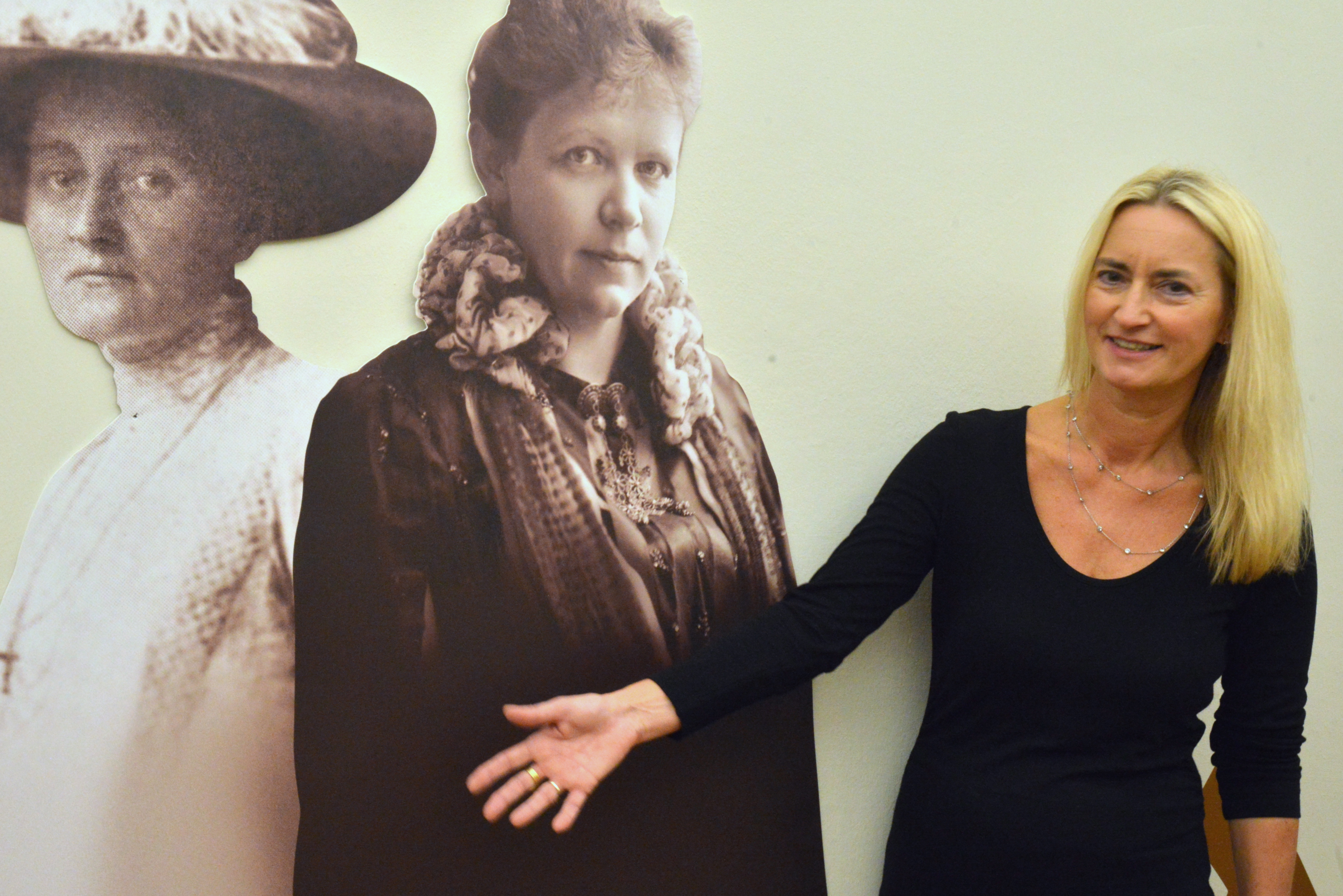
Ingvild Richardsen, Kuratorin der Ausstellung „Evas Töchter“

Ingvild Richardsen ist eine deutsche Literatur- und Kulturwissenschaftlerin, Autorin und Ausstellungskuratorin.

## Werdegang

### Jugend
Richardsen wurde als Tochter des Brigadegenerals Uwe Richardsen und der Bankkauffrau Elsbeth Richardsen, geb. Busse, geboren. Ihre Mutter kam väterlicherseits aus einer Bank- und Professorenfamilie, mütterlicherseits hatte sie Wurzeln in den jüdisch-russisch-polnischen Familien Pasternak, Sokoll und Sokolowski.
Bis zu ihrem zweiten Lebensjahr lebte Richardsen bei ihrer Großmutter Gudrun Richardsen (geb. Müller, 1910–2007), die zusammen mit ihrem Mann, dem Gutsverwalter Christian Wilhelm Richardsen (1932–1986) das Gut Elmau führte. Ingvild Richardsens Urgroßvater ist der Gründer von Schloss Elmau Johannes Müller (Theologe, 1864), dessen Ehefrau, ihre Urgroßmutter, war die aus der Industriellen-, Künstler-  und Architektenfamilie stammende Künstlerin und Bildhauerin Irene Sattler (1880–1957), eine Tochter des Kunstmalers Johann Ernst Sattler und Schülerin von Adolf von Hildebrand und Hans Thoma.

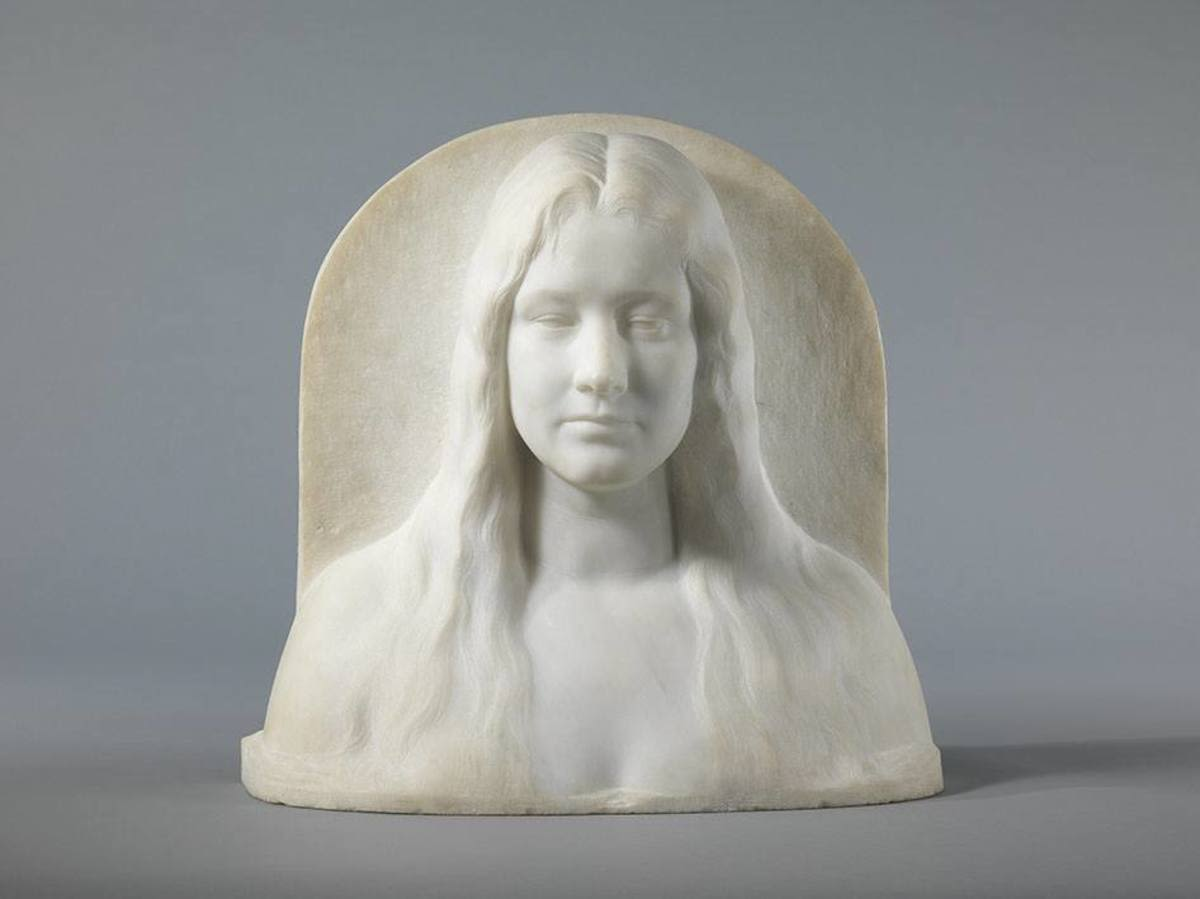
Irene Sattler, die Urgroßmutter. Büste von Adolf von Hildebrand
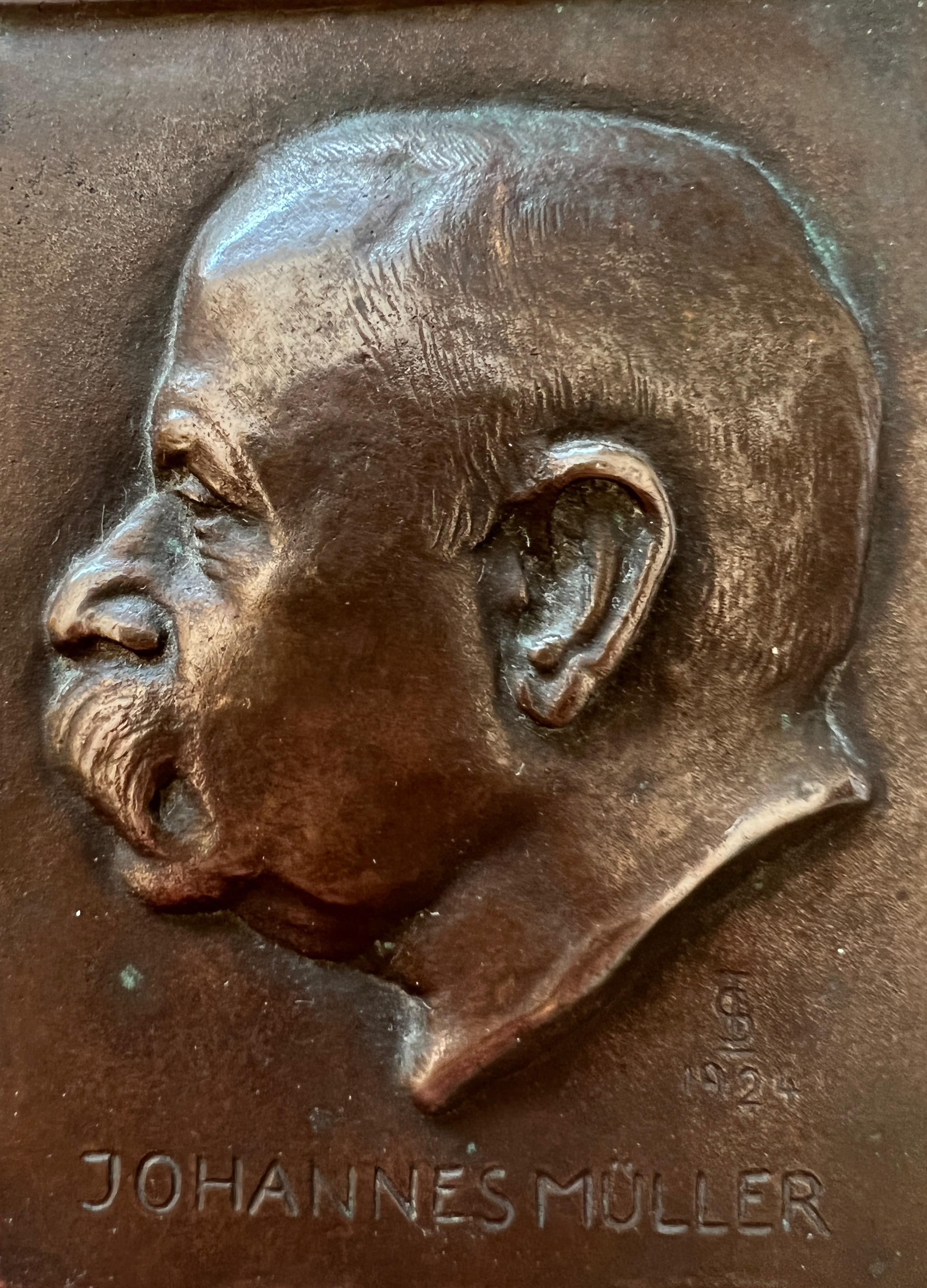
Johannes Müller, der Urgroßvater. Bronzerelief von Irene Sattler

### Ausbildung
Der Beruf des Vaters machte einen ständigen Wechsel des Wohnorts notwendig. Ingvild und ihr Bruder Sven wechselten alle ein bis zwei Jahre die Schule. 1982 machte sie ihr Abitur in Kassel.
Von 1982 bis 1983 studierte sie zunächst Musikwissenschaft an der Ludwig-Maximilians-Universität (LMU) in München zur Vorbereitung auf die Aufnahmeprüfung an der Hochschule für Musik Würzburg, wo sie dann bis 1985 Klavier als instrumentales Hauptfach belegte. Sie war Schülerin in den Klavierklassen von Peter Hollfelder und Arne Torger. Im Anschluss begann sie ein Studium in den Fächern Germanistik, Philosophie, Kommunikationsforschung und Anglistik an der Rheinischen Friedrich-Wilhelms-Universität Bonn. 1988 wechselte sie an die LMU schloss sie ihr Magisterstudium 1992 in den Fächern Neuere deutsche Literatur, Deutsche Sprache und Literatur des Mittelalters und der Frühen Neuzeit sowie Philosophie ab. Sie promovierte im Jahr 2000 mit der interdisziplinären Dissertation Antichrist-Polemik in der Zeit der Reformation und der Glaubenskämpfe bis Anfang des 17. Jahrhunderts: Argumentation, Form und Funktion.

### Lehrtätigkeiten
Seither ist Ingvild Richardsen als Dozentin an den Universitäten München und Augsburg tätig.

### Autorin
Seit 2017 gibt Richardsen zusammen mit Waldemar Fromm (Arbeitsstelle für Literatur in Bayern) die im Volk Verlag erscheinende Reihe „Vergessenes Bayern“ heraus.
Als Autorin zahlreicher Publikationen zur Erinnerungskultur und zu vergessenen Schriftstellerinnen gelang ihr die Wiederentdeckung ehemals renommierter Autorinnen wie Carry Brachvogel, Emma Haushofer-Merk und Marie Haushofer. Im Zuge ihrer Recherchen und Funde des bereits verloren geglaubten biographischen Materials kristallisierte sich deren Bedeutung für die Münchner und Deutsche Frauenbewegung heraus. Erste Ergebnisse stellte Richardsen 2018 in der von ihr kuratierten Ausstellung Evas Töchter in der Münchner Monacensia vor, die von der 2018 im Volk Verlag erschienenen Publikation Evas Töchter. Münchner Schriftstellerinnen und die moderne Frauenbewegung. 1894–1933 begleitet wurde. 2019 konnte sie mit ihrem im S. Fischer Verlag erschienenen Sachbuch „Leidenschaftliche Herzen, feurige Seelen. Frauen, die Welt veränderten.“ über das ungewöhnliche Zusammenwirken der frauenbewegten Münchner Schriftstellerinnen und vielen Männern der damaligen Münchner Avantgarde – unter ihnen namhafte Vertreter des Jugendstils – eine breitere Öffentlichkeit für das Thema eines neuen Geschlechterverhältnisses erschließen.

### Dokumentarfilmerin
Dies gelang ihr auch mit Filmbeiträgen für das Bayerische Fernsehen; 2014 gemeinsam mit Michael Appel im Film Im Weiß-Blauen Land. Die Schriftstellerin Carry Brachvogel. und 2016 in Zusammenarbeit mit Martin Otter im Dokumentarfilm Die Vergessenen. Emma Haushofer-Merk, Marie Haushofer, Max Haushofer.

### Publizistin
Im Allitera Verlag (edition monacensia) gab sie mehrere Werke von Carry Brachvogel und Emma Haushofer-Merk neu heraus.
Von 2019 bis 2021 führte Richardsen gemeinsam mit Klaus Wolf und Peter Czoik das von ihnen entwickelte und vom Bundesministerium für Ernährung und Landwirtschaft finanzierte Projekt TELITO (Tegernseer LiteraTouren) durch, das die kulturelle Vielfalt und Erinnerungskultur der Region besser erschließen sollte und auf dem Literaturschloss Edelstetten angesiedelt war. Im Auftrag der Münchner Volkshochschule recherchierte Richardsen die Geschichte des „Hauses Buchenried“ am Starnberger See, dessen Wiederentdeckung als einstiger Künstlertreffpunkt ihr zu verdanken ist. 2023 ging daraus ihr Buch Haus Buchenried. 1827 bis 1953 hervor.
2022 gab Richardsen den ersten Roman Der Weg zur Grenze von Grete Weil aus heraus, der bisher unveröffentlicht und vergessen war und den sie im Archiv der Monacensia entdeckt hatte.

### Kuratorin
Für die Augsburger Ausstellung von 2021 Schalom Sisters*! Jüdisch-feministische Positionen wirkte Richardsen als Mitkuratorin
Von 2021 bis 2023 arbeitete sie am digitalen bavarikon-Projekt Das jüdische Erbe Bayrisch-Schwabens. Kultur und Alltag des Landjudentums von 1560–1945, einer Kooperation mit der Bayerischen Staatsbibliothek, dem Jüdischen Museum Augsburg Schwaben und  der Universität Augsburg. Dabei ging es darum jüdische Zeugnisse aus Bayerisch-Schwaben zu erfassen, digital zusammenzuführen und der Öffentlichkeit zur Verfügung zu stellen. Seit der Ausstellung 'Evas Töchter', die 2018 in der Monacensia in München stattfand, hat sie sich verstärkt Leben, Werk und Bedeutung der Gründerinnen des weltberühmten 'Hof-Atelier Elvira', Sophia Goudstikker und Anita Augspurg gewidmet, ebenso dem literarischen und künstlerischen Personenkreis, der in enger Verbindung zu dieser 'Photographischen Anstalt' am Rande des Englischen Gartens in München stand, darunter dem Architekten des Neubaus des Hof-Ateliers 1897/8 August Endell, Hermann Obrist, Carry Brachvogel, Emmy von Egidy, Helene Böhlau, Marie Haushofer und anderen: sie wies dadurch dem Hofatelier als Erste den Rang des führenden Zentrums der Emanzipations-Bewegung in Deutschland zu. Als Kuratorin der Ausstellung 'Die modernen Frauen des Atelier Elvira in München und Augsburg 1887–1908', Grafisches Kabinett, Augsburg 2022, initiierte sie u. a. auch neue Forschung zu der niederländisch-jüdischen Familie Goudstikker, zur Verbindung von Rilke zu Sophias jüngerer Schwester Mathilde, zur Originalfarbgebung des Fassadenreliefs des Hof-Ateliers Elvira sowie schließlich zur Bedeutung dessen lange verpönten und rätselhaften 'Ornaments'.

## Privates
Richardsen ist Mutter zweier Söhne (* 1995 und * 1999). Sie lebt in München.

## Veröffentlichungen (Auswahl)
- Antichrist-Polemik in der Zeit der Reformation und der Glaubenskämpfe bis Anfang des 17. Jahrhunderts: Argumentation, Form und Funktion. Peter Lang, Frankfurt am Main / Berlin / Bern / Bruxelles / New York / Oxford / Wien 2003, ISBN 3-631-39653-8. (zugleich Diss. LMU München 2000)
- mit Nobuyuki Kobayashi und Kyoko Ohrui: Lehrbuch der deutschen Grammatik mit Dialogen, Übungen und Lese-Texten. (Deutsch-japanisches Lehrbuch). Meiji Universität Tokyo. dtp Verlag, Tokyo 2010, ISBN 978-4-86211-196-8.
- Europa – Land des Heiligen Gral?. In: Europäisches Erbe des Mittelalters: Kulturelle Integration und Sinnvermittlung einst und jetzt. Ausgewählte Beiträge der Sektion II »Europäisches Erbe« des Deutschen Germanistentages 2010 in Freiburg/Breisgau. Hrsg. und eingel. von Ina Karg. Göttingen 2011, S. 147–166.
- mit Nobuyuki Kobayashi und Kyoko Ohrui: Die ersten Schritte zur deutschen Grammatik mit Lese-Texten. (Deutsch-japanisches Lehrbuch). Meiji Universität Tokyo. dtp Verlag, Tokyo 2014, ISBN 978-4-86211-390-0.
- Die Fraueninsel. Auf den Spuren der vergessenen Dichterinnen von Frauenchiemsee. (= Vergessenes Bayern). Volk Verlag, München 2017, ISBN 978-3-86222-222-3.
- Evas Töchter. Münchner Schriftstellerinnen und die moderne Frauenbewegung (1894–1933). Ausstellungskatalog zur gleichnamigen Ausstellung in der Monacensia vom 14. März 2018 bis zum 15. September 2018. Volk Verlag, München 2018, ISBN 978-3-86222-271-1.
- »Leidenschaftliche Herzen, feurige Seelen«. Wie Frauen die Welt veränderten. S. Fischer, Frankfurt am Main 2019, ISBN 978-3-10-397457-7.
- »Frei und gleich und würdig«. Die Frauenbewegung und der Erste bayerische Frauentag 1899. Bayerische Landeszentrale für politische Bildungsarbeit, München 2019, OCLC 1135402480.
- Ingvild Richardsen (Hrsg.): Die modernen Frauen des Atelier Elvira in München und Augsburg 1887–1908. München, Volk Verlag 2022, ISBN 978-3-86222-417-3.
- als Herausgeberin: Grete Weil: Der Weg zur Grenze. Roman. Mit einem Nachwort von Ingvild Richardsen, C. H. Beck, München 2022, ISBN 978-3-406-79106-2.
- Haus Buchenried. 1827 bis 1953. Ein Beitrag zur Geschichte der Münchner Volkshochschule. (Hrsg. Münchner Volkshochschule) München 2023

## Dokumentarfilme
- Ingvild Richardsen, Michael Appel: Im Weiß-Blauen Land. Die Schriftstellerin Carry Brachvogel. Bayerisches Fernsehen (BR), 30 min, EST: 20. Januar 2014
- Ingvild Richardsen, Martin Otter: Die Vergessenen. Emma Haushofer-Merk, Marie Haushofer, Max Haushofer. Bayerisches Fernsehen (BR), EST: 25. März 2016

## Ausstellungen
- 2005 jung: de. Vierjährige weltweite Wanderausstellung des Goethe-Instituts über Jugendliche in Deutschland (2005–2009). Goetheinstitut / Zentrale München 2005. Konzeption, Recherche, wissenschaftliche Erarbeitung und Texttafeln »Medien«, »Film und Buch«, »Computer«, »Jugendsprache«, »Werte«, »Familie«, »Sich engagieren«.
- 2009 Edelsteine des Mittelalters. Interdisziplinäre Ausstellung in Zusammenarbeit mit der Mineralogischen Staatssammlung München und dem Museum Reich der Kristalle. München 2009/2010. Konzeption, Recherche, Texte.
- 2018 Evas Töchter. Münchner Schriftstellerinnen und die moderne Frauenbewegung. 1894–1933. Ausstellung in der Monacensia im Hildebrandhaus vom 14. März bis 16. September 2018. Kuratorin, Konzeption und Texte.
- 2021 Schalom Sisters*! - Jüdisch-feministische Positionen -  Jüdisches Museum Augsburg Schwaben, (kuratorische Mitarbeit)[20]
- 2022 Die modernen Frauen des Atelier Elvira in München und Augsburg 1887–1908, Kunstsammlungen Augsburg, Grafisches Kabinett, 25. Juni bis 25. September 2022[21]

## Virtuelle Ausstellungen
- 2025 Jüdisches Leben auf dem Land. Geschichte und Kultur der jüdischen Gemeinde in Ichenhausen (1541-1948)
- 2025 Frauen jüdischer Herkunft aus Bayerisch-Schwaben zusammen mit Nathalie Jäger
- 2025 Jüdisches Unternehmertum in Bayerisch-Schwaben zusammen mit Nathalie Jäger
- 2025 Jüdisches Schrifttum und Literatur aus Bayerisch-Schwaben zusammen mit Nathalie Jäger

## Preise
- 2020 Medienpreis des Zonta-Club[22]